# Ruud Vormer
Rudy Willem "Ruud" Vormer, född 11 maj 1988, är en nederländsk fotbollsspelare som spelar för Club Brugge.

## Klubbkarriär

### Tidig karriär
Vormer spelade ungdomsfotboll i De Blokkers och Hollandia innan han 2001 gick över till AZ Alkmaar.

### AZ Alkmaar
Vormer debuterade för AZ Alkmaar i Eredivisie den 27 december 2006 i en 0–3-förlust mot FC Twente, där han blev inbytt i den 86:e minuten mot Simon Cziommer. Vormer spelade totalt tre ligamatcher och en match i Uefacupen under säsongen 2006/2007. Följande säsong spelade han 16 ligamatcher och en match i Uefacupen.

### Roda JC
I maj 2008 värvades Vormer av Roda JC, där han skrev på ett fyraårskontrakt. Vormer debuterade den 30 augusti 2008 i en 1–1-match mot FC Twente. Han spelade totalt 28 ligamatcher och två cupmatcher under säsongen 2008/2009 då Roda JC slutade på 16:e plats, vilket resulterade i nedflyttningskval. Vormer spelade två kvalmatcher mot FC Dordrecht och Roda JC lyckades slutligen hålla sig kvar i Eredivisie.
Säsongen 2009/2010 spelade Vormer totalt 30 ligamatcher, två cupmatcher samt fyra kvalmatcher till Europaspel. Den 13 december 2009 gjorde han dessutom sitt första mål i en 3–1-vinst över Willem II. Säsongen 2010/2011 spelade Vormer 33 ligamatcher och missade endast den avslutande matchen för säsongen på grund av en avstängning. Han spelade även två cupmatcher samt två kvalmatcher till Europaspel under säsongen.
Säsongen 2011/2012 spelade Vormer 29 ligamatcher samt två cupmatcher. Vid slutet av säsongen blev han framröstad i "Årets lag" av läsarna i Voetbal International.

### Feyenoord
I december 2011 värvades Vormer av Feyenoord, där han skrev på ett treårskontrakt med start sommaren 2012. Vormer hade det svårt att slå sig in i startelvan där Jordy Clasie, Tonny Vilhena och Lex Immers redan fanns på det centrala mittfältet. Under sin första säsong i klubben spelade han 20 ligamatcher, varav endast sju från start. Säsongen 2013/2014 hade Vormer fortsatt svårt att slå sig in i startelvan och spelade totalt 17 ligamatcher, varav åtta matcher från start.

### Club Brugge
Den 1 september 2014 värvades Vormer av belgiska Club Brugge, där han skrev på ett treårskontrakt. Vormer debuterade i Jupiler League den 14 september 2014 i en 1–1-match mot Genk. Totalt spelade han 29 ligamatcher och gjorde sju mål för Club Brugge under säsongen 2014/2015 samt var med och vann Belgiska cupen. I december 2015 förlängde Vormer sitt kontrakt fram till sommaren 2020.
Säsongen 2015/2016 gjorde Vormer sju mål på 28 ligamatcher och hjälpte Club Brugge att bli mästare i Jupiler Pro League. Den 23 juli 2016 gjorde han det avgörande 2–1-målet mot Standard Liège, som gjorde Club Brugge till vinnare av Belgiska supercupen. Säsongen 2016/2017 gjorde Vormer nio mål på 38 ligamatcher. Följande säsong gjorde han 13 mål på 40 ligamatcher och hjälpte Club Brugge att bli mästare i Jupiler Pro League. Vormer vann även den Belgiska guldskon 2017, ett pris som årligen delas ut till den bästa spelaren i belgiska högstadivisionen.
Säsongen 2018/2019 gjorde Vormer sex mål på 38 ligamatcher och blev även mästare i Belgiska supercupen. Följande säsong spelade han 27 ligamatcher och gjorde ett mål. Club Brugge blev utsedda till ligamästare trots att säsongen inte blev färdigspelad, detta på grund av coronaviruspandemin 2019–2021.

## Landslagskarriär
I maj 2018 blev Vormer för första gången uttagen i Nederländernas A-landslag till två vänskapslandskamper mot Slovakien och Italien. Vormer debuterade mot Slovakien den 31 maj 2018 (1–1-match), där han blev inbytt i halvlek mot Donny van de Beek.

## Meriter
Club Brugge
- Jupiler Pro League (3): 2015/2016, 2017/2018, 2019/2020
- Belgiska cupen: 2014/2015
- Belgiska supercupen (2): 2016, 2018

Individuellt
- Belgiska guldskon: 2017